# Jurij Mikolajovics Vojnov
Jurij Mikolajovics Vojnov (ukránul: Юрій Миколайович Войнов, oroszul: Юрий Николаевич Войнов (Jurij Nyikolajevics Vojnov); Kalinyingrad, 1931. november 29. – Kijev, 2003. április 22.) ukrán labdarúgó-középpályás, edző.

## Pályafutása
1949 és 1950 között a Kalinin Plant együttesében játszott. 1951-től a Zenyit játékosa volt, majd több szezonon keresztül a Gyinamo Kijevet képviselte. 1961-ben megnyerte a Szovjetunió bajnokságát a Gyinamo csapatával.
1954 és 1960 között 23 mérkőzésen lépett pályára a szovjet válogatottban, és 3 gólt szerzett. 1958-ban Svédországban részt vett a világbajnokságon, 1960-ban Franciaországban ért el a legnagyobb sikerét, az Európa-bajnokságon a csapatával aranyérmet szerzett. Ő lett az első Gyinamo Kijev futballista, aki Európa-bajnoki címet szerzett. 1964-ben fejezte be az aktív labdarúgó pályafutását.

### Edzői karrier
Egész edzői pályafutását Ukrajnában töltötte, ahol a Szovjetunió bajnokságában játszó helyi klubokat vezetett. A Gyinamo Kijevnél másodedzőként kezdte, majd 1964-től önállóan a következő csapatokat irányította: Csornomorec Odesza, Szudosztroityel, Sahtar Doneck, Csernomorec Vorszkla Poltava, Metaliszt Harkiv, Kijiv, Szudosztroityel és Temp.

## Sikerei, díjai

### Klubcsapattal
Gyinamo Kijev
- Szovjet bajnok: 1961
- A szovjet bajnokság ezüstérmese: 1960

### A szovjet válogatottal
- Európa-bajnok: 1960

### Egyéni sikerek
- Beválasztották az Európa-bajnokság 11 legjobb játékosának listájára: 1960
- Négyszer került a Szovjetunió 33 legjobb játékosának listájára: 1957, 1958, 1959, 1960

## Fordítás
- Ez a szócikk részben vagy egészben  a   Jurij Wojnow című lengyel Wikipédia-szócikk ezen változatának fordításán alapul.  Az eredeti cikk szerkesztőit annak laptörténete sorolja fel. Ez a jelzés csupán a megfogalmazás eredetét és a szerzői jogokat jelzi, nem szolgál a cikkben szereplő információk forrásmegjelöléseként.